# Río Pescado
Der Río Pescado ist ein Fluss im Nordwesten Argentiniens in der Provinz Salta. Er ist einer der größten Zuflüsse des Río Bermejo.

## Geografie
Der Río Pescado entsteht als Zusammenfluss des Río Alisar und des Río de la Quebrada Palca de Achiras, 6 km westlich des südlichen Endes des Nationalparks Baritú auf etwa 1200 m. Er fließt hauptsächlich von Westen nach Osten. Zunächst durchquert er den südlichen Teil des Nationalparks Baritú. Er ändert danach seinen Kurs nach Süden und bildet die Westgrenze zu dem Parque Provincial Laguna Pintascayo. Nach dem Zusammenfluss mit dem Río Iruya wendet er sich wieder nach Osten und mündet etwa 20 km später in den Río Bermejo.